# Eutornopera
Eutornopera is een geslacht van vlinders van de familie tandvlinders (Notodontidae).

## Soorten
- E. argentifascia Hampson, 1895
- E. quinquestriata Hampson, 1900